# Esporte Clube União Corinthians
O Esporte Clube União Corinthians é um clube social poliesportivo brasileiro sediado na cidade de Santa Cruz do Sul, no Rio Grande do Sul. É resultado da fusão entre o Corinthians Sport Club e o Clube União.

## História

### História do Corinthians
O Corinthians foi fundado no dia 25 de julho de 1939, sob a denominação Corinthians Foot Ball Club, inicialmente dedicando-se à prática do futebol amador. Foram membros fundadores do clube: Elemar Gruendling, Affonso Simões Pires, Carlos E. Kraether, Reinaldo Matte, Eugênio Kämpf, Júlio de Oliveira Vianna, Bruno Neumann, Gastão Reisswitz, Euclydes N. Kliemann, Ruy F. Moreira, Arlindo Kessler, Carlos Knabach, Arno C. Binz e Agostinho Kliemann. Em 4 de outubro de 1939, o clube passa a se chamar Corinthians Sport Club, sendo criados os departamentos de basquetebol e de tênis. Em 1940, foi criado o departamento de ping-pong. A partir de 1941, o futebol é deixado em segundo plano, enquanto o basquete passa a ser o esporte mais praticado pelo clube.

### História do União
Na noite do dia 10 de abril de 1866, na residência de Carlos Trein Senior,:18 Francisco D'Abreu Valle Machado, Wilhelm Koch, Gustav Winterfeld, Henrich Goebel, Dr. Hermann von Lhering e Emil Textor, tendo sido também convidados e não puderam comparecer, Julius Eichenberg e Henrich Filter. Sob a luz de uma lamparina resolveram fundar uma sociedade recreativa só para homens, chamada de CLUB ALEMÃO.
A 16 de abril de 1870 foi resolvido mudar a denominação de CLUB ALEMÃO para CLUB UNIÃO, sendo eleita a primeira Diretoria que tinha como Presidente o engenheiro Frederico Guilherme Bartholomay e, como Secretário, Carlos Trein Filho.
O clube, além da sede no Centro de Santa Cruz do Sul, possui vasta sede campestre que conta com 4 campos de futebol society, piscinas, salões de festas, quadras de padel e de vôlei-de-areia.

### História do União Corinthians
Oriundo da fusão entre Corinthians Sport Club e Clube União, ambos de Santa Cruz do Sul, o Esporte Clube União Corinthians foi fundado em 27 de julho de 2015 após longas negociações. As cores esportivas, herdadas do Corinthians, são o verde, o vermelho e o branco, enquanto que as cores sociais, herdadas do Clube União, são o azul e o branco.

## Basquete

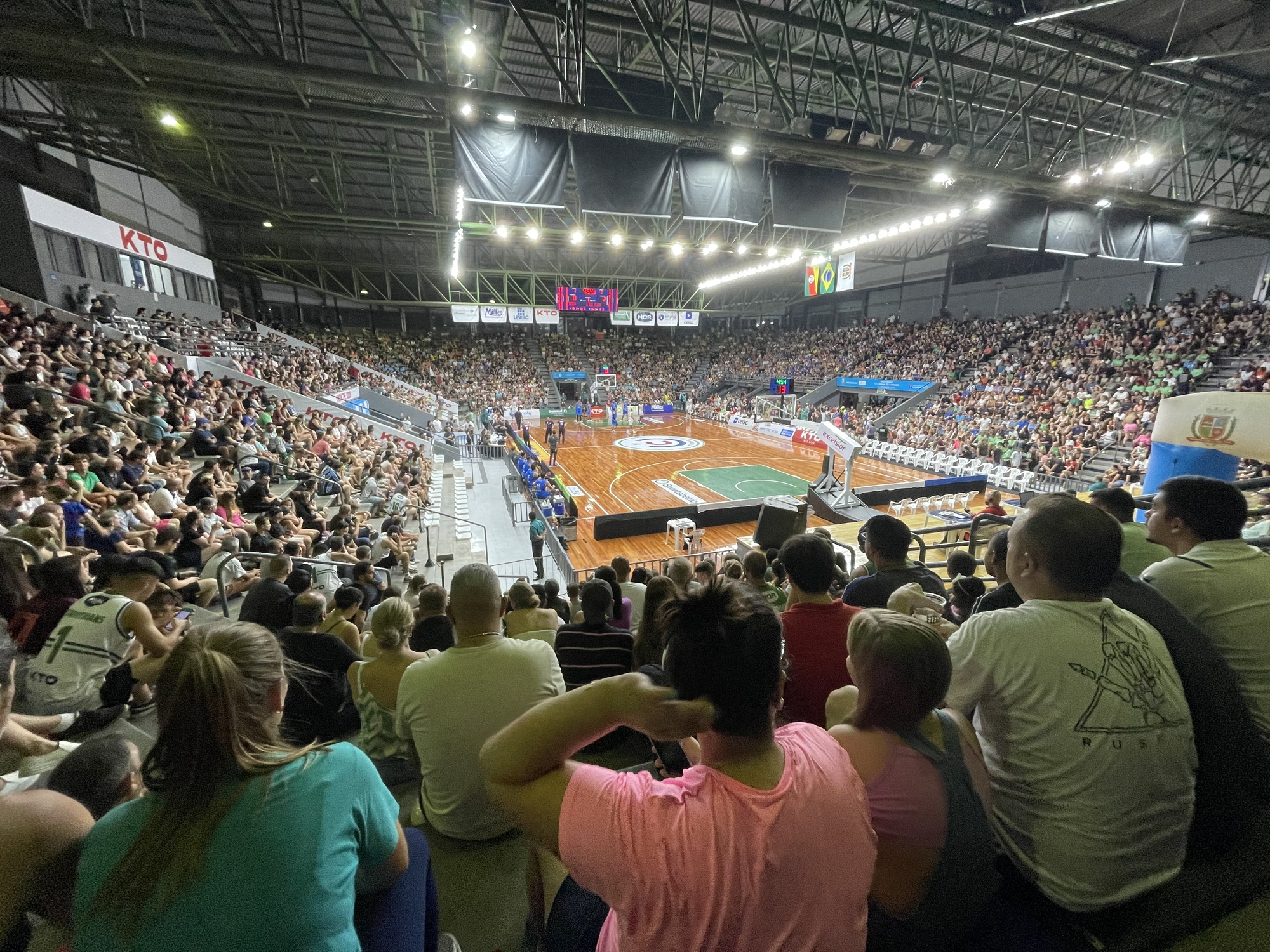
União Corinthians versus Rio Claro Basquete, no Complexo Poliesportivo Arno Frantz, em Santa Cruz do Sul, 2023

O basquete é a modalidade de maior destaque no União Corinthians. Em 1939, o departamento de basquetebol foi criado no Corinthians Sport Club. Na década de 1990, o basquete masculino do Corinthians passou por uma profissionalização. Com isso, grandes nomes do basquete brasileiro desembarcaram em Santa Cruz. Sob o comando de Ary Vidal, o Corinthians é campeão estadual e termina na terceira colocação no Campeonato Nacional de Basquete de 1991. De 1991 a 1996, o Corinthians dominou o basquetebol gaúcho masculino, sagrando-se campeão em todas as edições estaduais. O ápice viria no ano de 1994, quando conquistou o maior título da sua história: o Campeonato Nacional de 1994.
Depois da participação em torneios internacionais e de dois vice-campeonatos brasileiros (em 1996 e 1997), o Corinthians viu sua força se esvair pouco a pouco, até meados dos anos 2000, quando o time profissional masculino acabou sendo desativado.
A retomada do basquete começou em 2017, dois anos após a fusão do Clube União com o Corinthians Sport Club. Em 2018, o União Corinthians garantiu o 13º título gaúcho (o primeiro com a nova nomenclatura). Em 2021, conquistou o título do Campeonato Brasileiro de Clubes da CBB, considerado um Campeonato Brasileiro da 2.ª Divisão. Com a conquista e a apresentação das garantias financeiras para disputar o Novo Basquete Brasil, o UniCo foi confirmado na edição 2021-22 do NBB, retornando à elite do basquete brasileiro após 20 anos.

### Principais títulos
- Campeonato Brasileiro de Basquete (Masculino): 1994.
- Campeonato Brasileiro - 2.ª Divisão (Masculino): 2021.
- Campeonato Gaúcho de Basquete (Masculino): 12 vezes (1958, 1983, 1984, 1990, 1991, 1992, 1993, 1994, 1995, 1996, 1999, 2001 e 2018).

## Futsal
Em dezembro de 1956, é criado o departamento de Futebol de salão do Corinthians. Em 1957, treinada por Lobato, a equipe de futsal do Corinthians torna-se campeã do primeiro Campeonato Estadual de Futsal, derrotando a equipe do 7 de Setembro  de Alegrete na final. O departamento de futsal do Corinthians foi fechado em 1960.

### Títulos
- Campeonato Gaúcho de Futebol de Salão (Masculino): 1957.

## Títulos em outras modalidades

### Bolão
- Campeonato Gaúcho de Bolão (Masculino): 2 vezes (1980 e 1993).[14]
- Campeonato Gaúcho de Bolão (Feminino): 8 vezes (1971, 1972, 1973, 1976, 1980, 1997, 2000 e 2002).
- Campeonato Gaúcho de Bolão (Veteranos): 2002.

### Honraria
O Corinthians foi o primeiro clube brasileiro a receber a Ordem de Honra ao Mérito da Confederação Brasileira de Basketball (CBB), em dezembro de 1955. Nesse mesmo ano, o Corinthians possuía o terceiro maior ginásio do Brasil em se tratando de instalações.